# Annika pannika
Annika pannika är inledningen på en barnramsa av okänt ursprung. Den text som vanligen förekommer i samband med namnet Annika lyder:
Annika pannika vattenspruta,
slog en kärring mitt på truta,
här ska du få ditt elaka troll,
för att du inte kan räkna till tolv.
I direkt anslutning till att sista ordet "tolv" sagts kastas något ofarligt mot vederbörande som straff, exempelvis en snöboll, smuts eller liknande ofarligt tillhygge. Därefter räknas högt till talet elva som ett extra förtydligande.
Ursprunget till ramsan med "Annika" är sannolikt ramsan med följande text;
Ällinga, vällinga vattenspruta,
slog en kärring mitt på truta,
här ska du få ditt förbaskade troll,
för att du inte kan räkna till tolv.

### Fotnoter
1. ↑  Sagor och ramsor Arkiverad 2 mars 2009 hämtat från the Wayback Machine. av Helén Dejke